# ستبردم بینی‌دراز
ستبردم بینی‌دراز (نام علمی: Phascomurexia naso) نام یک گونه از تیره ستبردمان است.